# حادث قطار دهشور
حادث قطار دهشور في 18 نوفمبر 2013 في مصر، إصطدم فيه قطار بسيارتين، إحداهما ميكروباص والأخرى سيارة نقل متوسطة حيث كانا يعبران «مزلقان» أثناء عبور القطار وذلك على خط الواحات البحرية وطريق الفيوم مؤديا إلى مقتل حوالي 27 شخص واصابة حوالي 30 آخرين، ويأتي هذا الحادث ضمن سلسلة من حوادث قطارات في مصر تحدث بوتيرة متزايدة تعزى لسوء البنية التحتية وتخلف طرق تأمين المزلقانات، ووجهت انتقادات لوزير المواصلات إبراهيم الدميري في إشارة إلى عدم إستغلال الوزارة لفترة إيقاف حركة القطارات لتحسين البنى التحتية وتأمين المزلقانات في الفترة التي سبقت الحادث وإستمرار إهمال هيئة السكة الحديد. كما وجّهت انتقادات لضمه «لحكومة الببلاوي» بسبب كارثة حريق قطار الصعيد عام 2002 والتي استقال على إثرها من ذات المنصب (وزير المواصلات).